# Self Made Vol. 2
Self Made Vol. 2 – druga kompilacja wytwórni Maybach Music Group. Została wydana 26 czerwca 2012 roku nakładem wytwórni Maybach Music Group, Warner Bros. Records oraz Def Jam Recordings. Tak jak na poprzedniej składance, tak i na tej występują artyści MMG: Rick Ross, Wale, Meek Mill, Stalley oraz Omarion i Gunplay. Na albumie goszczą Kendrick Lamar, Nas, French Montana, Nipsey Hussle, Wiz Khalifa, Roscoe Dash, T-Pain, Ace Hood, Bun B & T.I. Za produkcję poszczególnych utworów odpowiadali Boi-1da, Don Cannon, Cardiak, Lee Major, The Beat Bully i wielu innych.
Pierwszy singel "Bag of Money" został wydany 3 kwietnia 2012 roku. Wykonawcą utworu był Wale, obok którego gościnnie wystąpili Rick Ross, Meek Mill i T-Pain. Singel uplasował się na 64. miejscu notowania Hot 100, 2. na Hot R&B/Hip-Hop Songs oraz 3. na Hot Rap Songs. Natomiast album zadebiutował na 4. pozycji amerykańskiej listy notowań Billboard 200 ze sprzedażą 98 000 egzemplarzy.

## Lista utworów
| Nr  | Tytuł utworu                                                                         | Producent               | Długość |
| --- | ------------------------------------------------------------------------------------ | ----------------------- | ------- |
| 1.  | „Power Circle” (Rick Ross, Gunplay, Stalley, Wale & Meek Mill gości. Kendrick Lamar) | Lee Major               | 8:36    |
| 2.  | „Black Magic” (Meek Mill & Rick Ross)                                                | Young Shun, Southside   | 2:54    |
| 3.  | „This Thing of Ours” (Rick Ross, Omarion & Wale gości. Nas)                          | Don Cannon              | 4:09    |
| 4.  | „All Birds” (Rick Ross gości. French Montana)                                        | Beat Billionaire        | 2:49    |
| 5.  | „Actin' Up” (Meek Mill & Wale gości. French Montana)                                 | Rico Love, Earl & E     | 3:58    |
| 6.  | „Fountain of Youth” (Stalley & Rick Ross gości. Nipsey Hussle)                       | Cardiak                 | 3:58    |
| 7.  | „I Be Puttin' On” (Wale gości. French Montana, Wiz Khalifa & Roscoe Dash)            | Boi-1da, The Maven Boys | 5:16    |
| 8.  | „The Zenith” (Wale, Omarion, Stalley & Rick Ross)                                    | Harry Fraud             | 4:30    |
| 9.  | „M.I.A.” (Omarion & Wale)                                                            | The Beat Bully          | 3:57    |
| 10. | „Bag of Money” (Rick Ross, Wale & Meek Mill gości. T-Pain)                           | Beat Billionaire        | 4:06    |
| 11. | „Let's Talk” (Omarion & Rick Ross gości. The Notorious B.I.G.)                       | Ayo                     | 3:59    |
| 12. | „Black on Black” (Gunplay gości. Ace Hood & Bun B)                                   | Beat Billionaire        | 4:51    |
| 13. | „Fluorescent Ink” (Wale, Stalley & Rick Ross)                                        | Cardiak, Trevor Chin    | 3:21    |
| 14. | „Bury Me a G” (Rick Ross gości. T.I.)                                                | Beat Billionaire        | 3:21    |
|     |                                                                                      |                         | 59:45   |